# Lexington Avenue / 59th Street
Lexington Avenue / 59th Street – stacja metra nowojorskiego, na linii 4, 5, 6, N, Q i R i V. Znajduje się w dzielnicy Manhattan, w Nowym Jorku i zlokalizowana jest pomiędzy stacjami 68th Street – Hunter College, Queensboro Plaza, Queens Plaza oraz 51st Street i Fifth Avenue / 59th Street. Została otwarta 17 lipca 1918.